# Kentucky Mountain Saddle Horse
Das Kentucky Mountain Saddle Horse (KMSH) ist ein enger Verwandter des Rocky Mountain Horse und gehört zu den nordamerikanischen Gangpferderassen. Das Ursprungsland des Kentucky Mountain Saddle Horse ist Kentucky und die nahe Appalachen-Region in den USA.
Hintergrundinformationen zur Pferdebewertung und -zucht finden sich unter: Exterieur, Interieur und Pferdezucht.

## Exterieur
Das Kentucky Mountain Saddle Horse ist ein kompaktes, gut bemuskeltes Pferd. Es sollte nicht allzu schwerknochig sein und mittlere Substanz zeigen. Die Rückenlinie ist kräftig, die Kruppe rund. Vorderhand, Körper und Hinterhand sollten nahezu gleich in der Proportion zueinander stehen. Schulter und Oberarm zeigen eine gute Winkelung. Der Kopf und das Gesicht sollten attraktiv und ansprechend sein. Der Schweif sollte natürlich angesetzt sein. Alle Farben sind erlaubt. Die Pferde haben eine solide Körperfarbe und können die üblichen Gesichtszeichnungen (kein ganz weißes Gesicht) und Beinzeichnungen (keine oder minimale Weiß-Zeichnung oberhalb von Knie oder Hintermittelfuß) aufweisen. Das geforderte Stockmaß beträgt für die Klasse A mindestens 144 cm, in der Klasse B zwischen 112 und 143 cm. Manipulationen an den Hufen dürfen nicht vorgenommen werden, nur Hufe mit normalem Beschlag sind zulässig.

## Interieur
Das Kentucky Mountain Saddle Horse ist arbeitswillig und verfügt über ein ruhiges Temperament. Es ist sehr freundlich, äußerst menschbezogen und nervenstark.
Das Kentucky Mountain Saddle Horse ist ein sehr vielseitig einsetzbares Pferd. Wegen seines ruhigen Temperaments wurde es von jeher von der ganzen Familie genutzt – als Zugpferd auf dem Feld, als Kinderreitpferd und Kutschpferd. Durch seine sehr angenehm zu sitzenden Gänge bietet es sich als Reitpferd für rückengeschädigte und ältere Reiter an. Auch im Westernreiten (aus der Arbeitsreiterei entstanden) ist es einsetzbar. Es ist, bedingt durch seine Abstammung von Gebirgspferden, ein trittsicheres Geländepferd und eignet sich daher als Wanderreitpferd.

## Gangarten
- Trail Walk: klarer, gleichmäßiger Viertakt-Schritt mit 3- und 2-Beinstützen, Schrittgeschwindigkeit

- Show Gait: Rack in höherem Tempo als Trail Walk, 3,2 km/h bis 8 km/h, 2- und 1-Beinstützen
- Pleasure Gait: Noch schnellerer Rack als der Show Gait, klarer und gleichmäßiger Viertakt mit 2- und 1-Beinstützen in hohem Tempo (8 km/h und schneller)
- Canter: auch Schaukelstuhl-Galopp, langsam und versammelt, klar akzentuiert

Andere Gangarten können individuell vorkommen, sind aber auf Turnieren nicht erwünscht. Kentucky Mountain Saddle Horses (wie alle Mountain Horses) gehen zu keiner Zeit Tölt (auch wenn der Rack das gleiche Schrittbild zeigt).